# Carbono negro

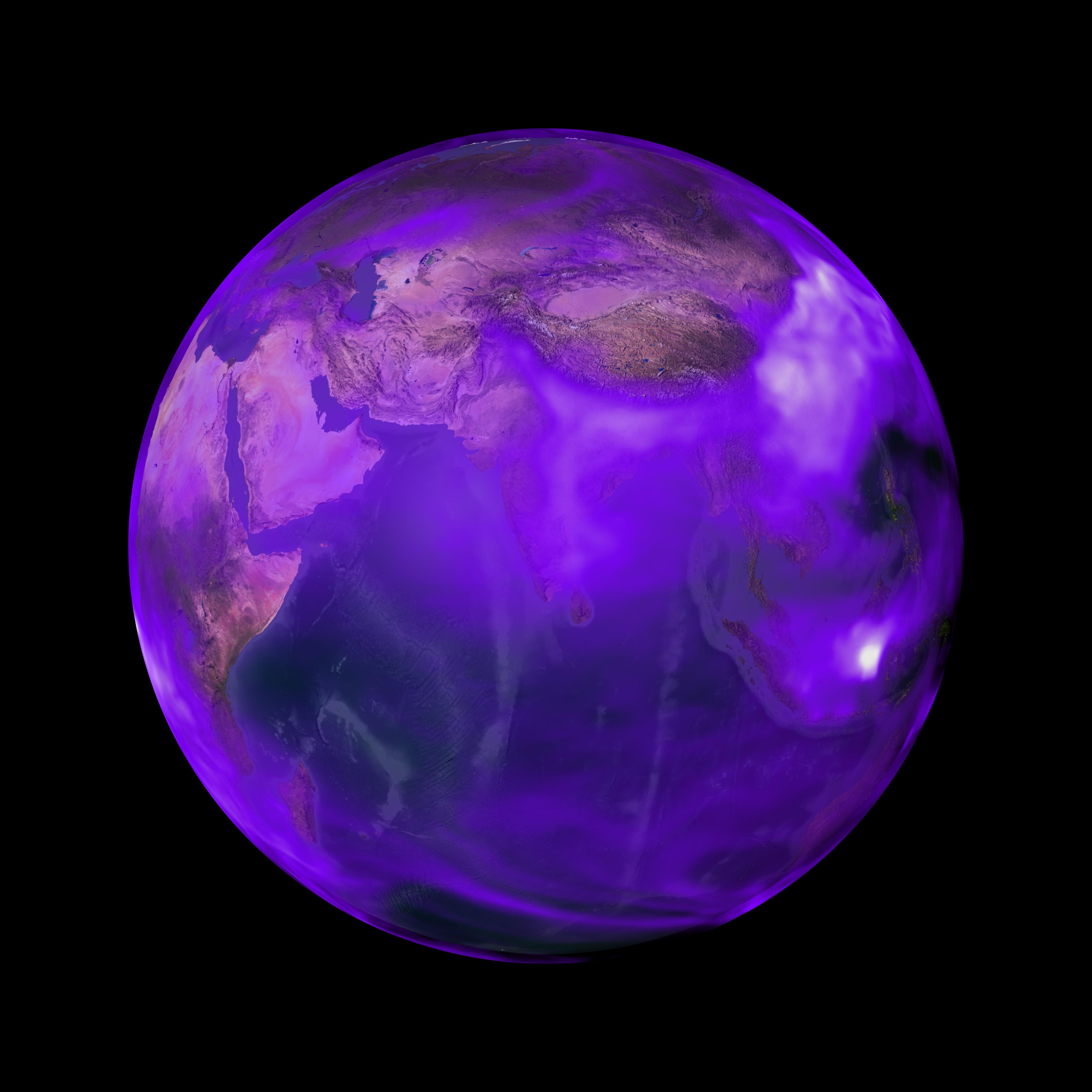
O carbono negro é encontrado em todo o mundo, mas sua presença e impacto são particularmente fortes na Ásia

Carbono negro é uma forma impurifica de carbono produzida durante a combustão incompleta de combustíveis fósseis, madeira (formando fuligem) ou de biomassa. Existe em aerossóis, sedimentos e solos.

## Visão geral
Michael Faraday reconheceu que a fuligem era composta de carbono e produzida pela combustão incompleta de combustíveis contendo carbono. O termo carbono negro foi cunhado pelo físico sérvio Tihomir Novakov, referido como "o padrinho dos estudos do carbono negro" por James Hansen, na década de 1970. A fumaça ou a fuligem foram o primeiro poluente a ser reconhecido como tendo um impacto ambiental significativo, mas um dos últimos a ser estudado pela comunidade contemporânea de pesquisa atmosférica.
A fuligem é composta por uma mistura complexa de compostos orgânicos que são fracamente absorvidos na região espectral visível e um componente preto altamente absorvente que é chamado de "carbono elementar", "carbono grafítico" ou "carbono negro". O termo carbono elementar tem sido usado em conjunto com determinações químicas térmicas e úmidas e o termo carbono grafítico sugere a presença de estruturas microcristalinas semelhantes à grafite na fuligem, conforme evidenciado pela espectroscopia Raman. O termo carbono negro é usado para indicar que o carbono presente na fuligem é o principal responsável pela absorção da luz visível. O termo carbono negro às vezes é usado como sinônimo para o componente elementar e grafítico da fuligem. Ele pode ser medido usando diferentes tipos de dispositivos baseados na absorção ou dispersão de um feixe de luz, ou derivado de medições de ruído.

### Tentativas iniciais de mitigação
Os efeitos desastrosos da poluição decorrente do carvão na saúde humana no início da década de 1950 em Londres levaram ao Clean Air Act de 1956. A lei introduziu uma série de medidas para reduzir a poluição do ar. A principal delas foi o início do movimento obrigatório em direção a combustíveis sem fumaça, especialmente em "áreas de controle de fumaça" de alta população para reduzir a poluição por fumaça e dióxido de enxofre de caldeiras domésticas. A lei também incluiu medidas que visavam reduzir a emissão de gases e poeira de chaminés. Esta lei levou a reduções drásticas nas concentrações de fuligem no Reino Unido, que foram seguidas por reduções semelhantes em cidades dos EUA como Pittsburgh e St. Louis. Essas reduções foram amplamente alcançadas pela redução do uso de carvão macio para aquecimento doméstico, mudando para carvões "sem fumaça" ou outras formas de combustível, como óleo combustível e gás natural. A redução constante da poluição por fumaça nas cidades industriais da Europa e dos Estados Unidos causou uma mudança na ênfase da pesquisa, distanciando-a das emissões de fuligem e levando à quase completa negligência do carbono negro como um constituinte significativo do aerossol, pelo menos nos Estados Unidos.
Na década de 1970, no entanto, uma série de estudos mudou substancialmente esse quadro e demonstrou que o carbono negro, bem como os componentes orgânicos da fuligem, continuavam a ser um componente significativo dos aerossóis urbanos nos Estados Unidos e na Europa, o que levou a melhorias no controle dessas emissões. Nas regiões menos desenvolvidas do mundo, onde havia controles limitados ou inexistentes sobre as emissões de fuligem, a qualidade do ar continuou a se degradar conforme a população aumentava. Na maioria dos casos a degradação só foi percebida muitos anos depois.

### Influência na atmosfera da Terra
A maioria dos desenvolvimentos mencionados acima se relacionam com a qualidade do ar em atmosferas urbanas. As primeiras indicações do papel do carbono negro em um contexto global maior vieram de estudos dos fenômenos dos aerossóis do Ártico. O carbono negro foi identificado nos aerossóis da névoa do Ártico e na neve do Ártico.
Em geral, as partículas de aerossol podem afetar o equilíbrio de radiação, levando a um efeito de resfriamento ou aquecimento, com a magnitude e o sinal da mudança de temperatura amplamente dependentes das propriedades ópticas do aerossol, das concentrações do aerossol e do albedo da superfície subjacente. Um aerossol puramente dispersivo refletirá a energia que normalmente seria absorvida pelo sistema Terra-atmosfera de volta ao espaço e leva a um efeito de resfriamento. À medida que se adiciona um componente absorvente ao aerossol, isso pode levar a um aquecimento do sistema Terra-atmosfera se a refletividade da superfície subjacente for suficientemente alta.
Os primeiros estudos sobre os efeitos dos aerossóis na transferência radiativa atmosférica em uma escala global assumiram um aerossol de dispersão dominante com apenas um pequeno componente absorvente, uma vez que isso parece ser uma boa representação de aerossóis de ocorrência natural. No entanto, como discutido acima, os aerossóis urbanos têm um grande quantidade de carbono negro e se essas partículas podem ser transportadas em uma escala global, então seria de se esperar um efeito de aquecimento sobre superfícies com um alto albedo de superfície, como neve ou gelo. Além disso, se essas partículas forem depositadas na neve, um efeito de aquecimento adicional ocorreria devido a reduções no albedo da superfície.

### Medição e modelagem da distribuição espacial
Os níveis de carbono negro são mais frequentemente determinados com base na modificação das propriedades ópticas de um filtro de fibra por partículas depositadas. A transmitância do filtro, a refletância do filtro ou uma combinação de transmitância e refletância é medida. Os etalômetros são dispositivos frequentemente usados para detectar opticamente a absorção variável da luz transmitida através de um filtro. O programa de Verificação de Tecnologia Ambiental da USEPA avaliou tanto o etalômetro[23] quanto o analisador termo-óptico do Sunset Laboratory. Um fotômetro de absorção multiangular leva em consideração a luz transmitida e refletida. Métodos alternativos dependem de medições de profundidade óptica baseadas em satélite para grandes áreas ou, mais recentemente, na análise de ruído espectral para concentrações muito locais.
No final da década de 1970 e início da década de 1980, concentrações surpreendentemente grandes de carbono negro no nível do solo foram observadas em todo o Ártico ocidental. Estudos de modelagem indicaram que eles poderiam levar ao aquecimento do gelo polar. Uma das principais incertezas na modelagem dos efeitos da névoa do Ártico no balanço de radiação solar era o conhecimento limitado das distribuições verticais de carbono negro.
Durante 1983 e 1984, como parte do programa AGASP (Arctic Gas and Aerosol Sampling Program, Programa de amostragem de gás e aerossol do Ártico), gerido pela NOAA (National Oceanic and Atmospheric Administration, Administração Oceânica e Atmosférica Nacional) as primeiras medições dessas distribuições na atmosfera do Ártico foram obtidas com um etalômetro que tinha a capacidade de medir o carbono negro em tempo real. Essas medições mostraram concentrações substanciais de carbono negro encontradas em toda a troposfera do Ártico ocidental, incluindo o Polo Norte. Os perfis verticais mostraram uma estrutura fortemente em camadas ou uma distribuição quase uniforme de até oito quilômetros com concentrações dentro de camadas tão grandes quanto as encontradas no nível do solo em áreas urbanas típicas de latitude média nos Estados Unidos. As profundidades ópticas de absorção associadas a esses perfis verticais eram grandes, conforme evidenciado por um perfil vertical sobre o Ártico norueguês, onde profundidades ópticas de absorção de 0,023 a 0,052 foram calculadas, respectivamente, para misturas externas e internas de carbono negro com os outros componentes do aerossol.
Profundidades ópticas dessas magnitudes levam a uma mudança substancial no balanço de radiação solar sobre a superfície de neve altamente refletiva do Ártico durante o período de março a abril. Essas medições apontaram para uma profundidade óptica de absorção de 0,021 no aerossol do Ártico (que é próxima da média de misturas internas e externas para os voos AGASP), sob condições sem nuvens. Esses efeitos de aquecimento foram considerados na época como potencialmente uma das principais causas das tendências de aquecimento do Ártico, conforme descrito em Arquivos do Departamento de Energia, Conquistas Básicas em Ciências da Energia.

### Presença no solo
Normalmente, o solo contém entre 1 a 6% de carbono negro; até 60% do carbono orgânico total armazenado em solos é carbono negro. Especialmente em solos tropicais, o carbono preto serve como um reservatório de nutrientes. Experimentos evidenciam que solos sem grandes quantidades de carbono negro são significativamente menos férteis do que solos que contêm carbono negro. Um exemplo desse aumento da fertilidade do solo é o solo terra preta da Amazônia central, presumivelmente feitos pelo homem por populações nativas pré-colombianas. Os solos de terra preta têm, em média, três vezes mais conteúdo de matéria orgânica do que solos comuns, maiores níveis de nutrientes e uma melhor capacidade de retenção de nutrientes do que os solos inférteis circundantes Nesse contexto, a prática agrícola de derrubada e queima da vegetação não só aumenta a produtividade ao liberar nutrientes da vegetação queimada, mas também ao adicionar carbono negro ao solo. No entanto, para o manejo sustentável, uma prática de derrubada e carbonização lenta e coberta seria melhor para evitar altas emissões de CO2 e carbono negro volátil. Além disso, os efeitos positivos desse tipo de agricultura são neutralizados se usado em grandes áreas, de modo que a vegetação não impeça a erosão do solo.

### Presença na água
O carbono negro solúvel e coloidal retido na paisagem devido a incêndios florestais pode chegar às águas subterrâneas. Em uma escala global, o fluxo de carbono negro em corpos de água doce e salgada se aproxima da taxa de produção de carbono negro por incêndios florestais.

### Por região

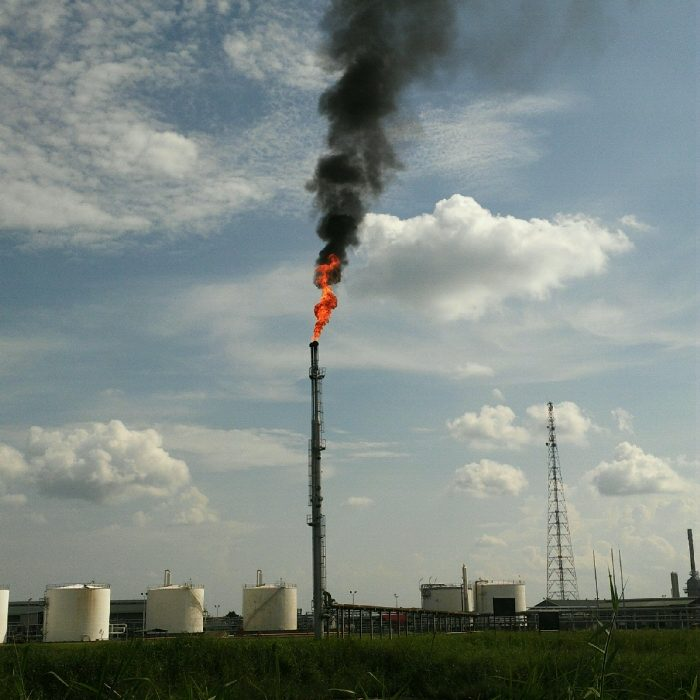
Queima de gás que cria carbono negro em um local na Indonésia

### Por fonte

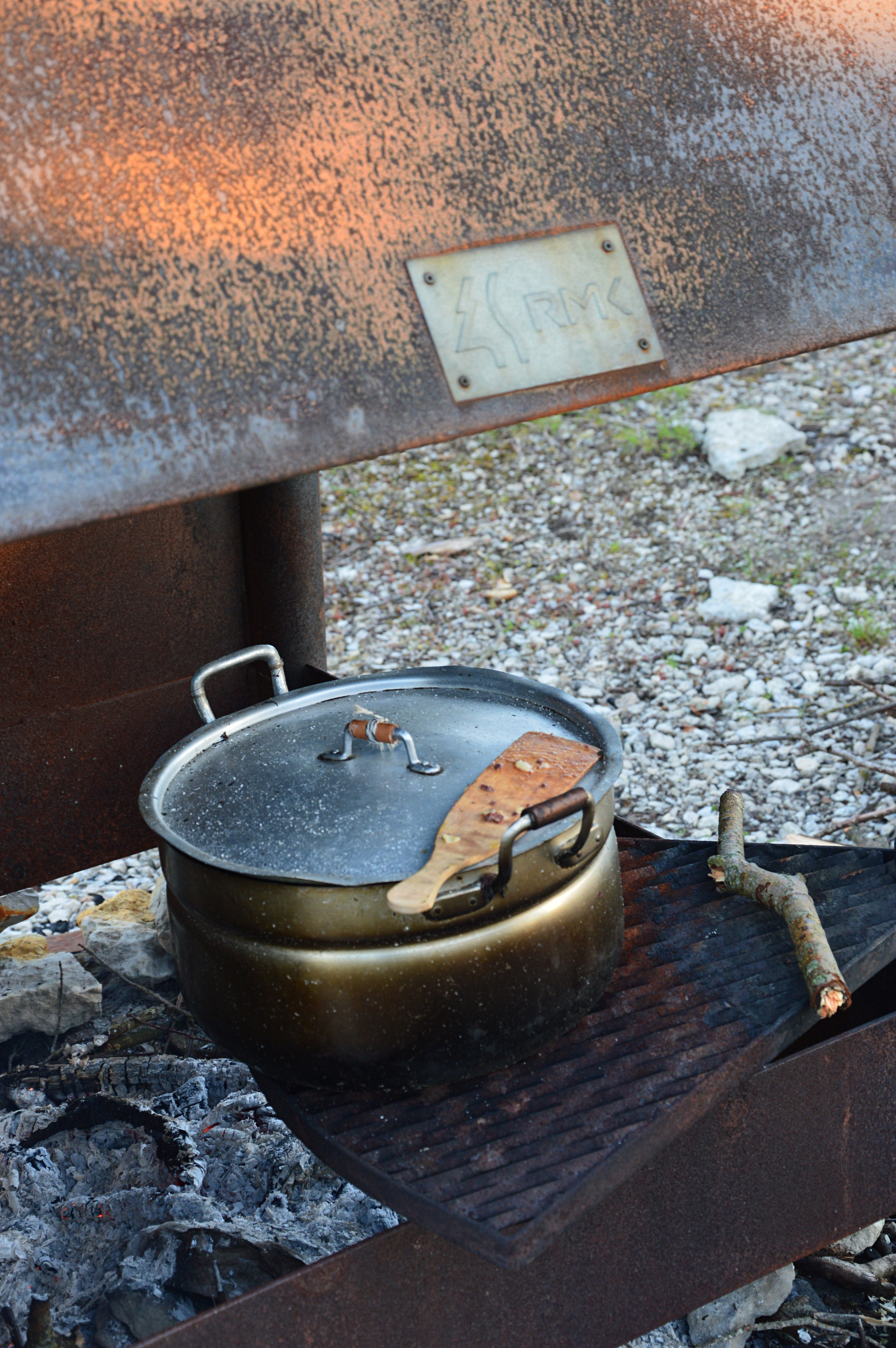
Carbono negro em uma panela. Resultado da queima de biocombustível